# 1991 у телебаченні
Список 1991 у телебаченні описує події у сфері телебачення, що відбулися 1991 року.

## Події

### Січень
- 10 січня — Початок мовлення нового регіонального телеканалу «Тисмениця»[1].

### Лютий
- 19 лютого — Початок мовлення нового білоцерківського регіонального «ТРК Бест»[2].
- Ребрендинг харківського регіонального телеканалу «АТВ-1» на «TONIS-CENTER»[3].

### Березень
- Початок аналогового мовлення телеканалу «ЦТ-2» на 36 ТВК у Звенигородці[4].

### Червень
- 1 червня — Початок мовлення київського телеканалу «Мегапол»[5].

### Липень
- 1 липня — Початок мовлення нового івано-франківського регіонального «40 каналу»[6].
- 6 липня — Початок мовлення нового севастопольського регіонального телеканалу «СТВ»[7].
- 25 липня — Початок мовлення нового ковельського регіонального телеканалу «ТЦК»[8].

### Вересень
- 8 вересня — Початок мовлення нового артемівського регіонального телеканалу «Еліта»[9].
- 9 вересня — Початок мовлення нового черкаського регіонального телеканалу «ВІККА».
- 16 вересня — Початок мовлення нового тернопільського регіонального телеканалу «TV-4»[10].
- Початок мовлення нового хмельницького регіонального державного телеканалу «ХТБ»[11].

### Жовтень
- Початок мовлення нового телеканалу «Ютар».

### Листопад
- 1 листопада — Початок мовлення нового конотопського регіонального телеканалу «КСТ»[12].
- 4 листопада — Початок мовлення та створення нового запорізького регіонального телекомпанії «Хортиця».
- 8 листопада — Початок мовлення нового ізюмського регіонального телеканалу «СІАТ»[13].
- 18 листопада — Початок мовлення нового регіонального телеканалу «ТБ-Ізмаїл»[14].
- 25 листопада — Початок мовлення нового волинського регіонального державного телеканалу «Нова Волинь».
- 28 листопада — Початок мовлення нового кременчуцького регіонального телеканалу «Візит».
- 30 листопада
  - Початок мовлення нового івано-франківського регіонального телеканалу «ОТБ Галичина»[15].
  - Початок мовлення нового регіонального державного телеканалу «АТ-5»[16].
- Початок мовлення нового луганського регіонального телеканалу «Ефір-1».

### Грудень
- 24 грудня — Початок мовлення нового регіонального муніципального телеканалу «Новий Чернігів»[16].
- 25 грудня — Ребрендинг телеканалу «УТ» на «УТ-1».
- 28 грудня — Початок аналогового мовлення краматорського регіонального телеканалу «СКЕТ» на 7 ТВК у Донецьку[17].
- 30 грудня
  - Перехід аналогового мовлення телеканалу «ЦТ-1» з 5 на 31 ТВК в Маріуполі[18].
  - Перехід аналогового мовлення телеканалу «УТ-1» з 31 на 5 ТВК в Маріуполі[18].
  - Початок мовлення нового павлоградського регіонального телеканалу «НПТ»[19].
- 31 грудня — Початок мовлення нового маріупольського регіонального телеканалу «Приазов'я»[18].

## Без точних дат
- Початок мовлення нового регіонального телеканалу «Мелітополь»[20].
- Початок мовлення нового волинського регіонального телеканалу «Аверс».
- Початок мовлення нового кіровоградського регіонального «21 каналу».
- Початок мовлення нового кіровоградського регіонального телеканалу «TV-Центр».
- Початок мовлення нового вінницького регіонального телеканалу «Селбанго»[21].
- Перехід аналогового мовлення телеканалу «ЦТ-1» з 9 на 6 ТВК в Новограді-Волинському[22].
- Перехід аналогового мовлення телеканалу «УТ-1» з 6 на 9 ТВК в Новограді-Волинському[22].
- Початок мовлення нового донецького регіонального телеканалу «7x7».
- Початок мовлення нової регіональної ТРК «Куп'янськ»[23].
- Початок мовлення нового регіонального телеканалу «Надвірна-ТБ»[24].
- Початок мовлення нового хмельницького регіонального телеканалу «Контакт».
- Початок мовлення нового сєвєродонецького регіонального телеканалу «СТВ»[25].
- Початок мовлення нового торецького регіонального телеканалу «ТРК-8»[26].